# Ipomoea macrorrhiza
Ipomoea macrorrhiza är en vindeväxtart som beskrevs av André Michaux. Ipomoea macrorrhiza ingår i släktet praktvindor, och familjen vindeväxter. Inga underarter finns listade i Catalogue of Life.